# Monumento a Johann Strauss hijo
Monumento a Johann Strauss (en polaco: Ger. Johann-Strauß-Denkmal): es un monumento ubicado en el parque de la ciudad (Stadtpark) en Viena, Austria. Conmemora al compositor austríaco Johann Strauss (hijo).

## Historia
En 1903, se creó un comité para la construcción de un monumento en honor al compositor Johann Strauss, y se hizo un llamado a los habitantes de Viena para que apoyaran económicamente esta empresa. En 1905, el consejo de la comuna vienesa asignó 10.000 coronas para este propósito. En 1906 se anunció un concurso para seleccionar el diseño del futuro monumento. A continuación, el comité aprobó por unanimidad el diseño del monumento del escultor Edmund Hellmer. En 1907, la ubicación del monumento se estableció en el parque municipal de Viena. La construcción del monumento se retrasó constantemente debido a problemas económicos. El motivo del retraso adicional fue el estallido de la Primera Guerra Mundial. El 23 de enero de 1920, en una reunión del consejo comunal, se decidió destinar más dinero para la construcción del monumento.
El 26 de junio de 1921 se inauguró oficialmente el monumento, incl. en presencia de la Filarmónica de Viena.
En 1935, se retiró el dorado dañado de la estatua de Strauss y no fue hasta 1991 que el monumento fue restaurado a su estado original.
En 2011, se renovó todo el monumento, con un costo de alrededor de 300.000 euros.

## Descripción
Una estatua de bronce dorado sobre un pedestal frente a un arco de mármol blanco decorado con bajorrelieves muestra a Johann Strauss tocando el violín .
Probablemente sea el monumento más fotografiado de Viena. El monumento se encuentra cerca de Kursalon-Hübner, el lugar donde tuvo lugar el primer concierto de Johann Strauss en 1868.
Las copias de la estatua de Strauss han estado en pie desde 1990 en Osaka, Japón, desde 1999 en Kunming, China, desde el 16 de marzo de 2002 en el "Parque de Los Colegiales" en La Habana, Cuba  y desde 2016 en Shanghái.

## Galería

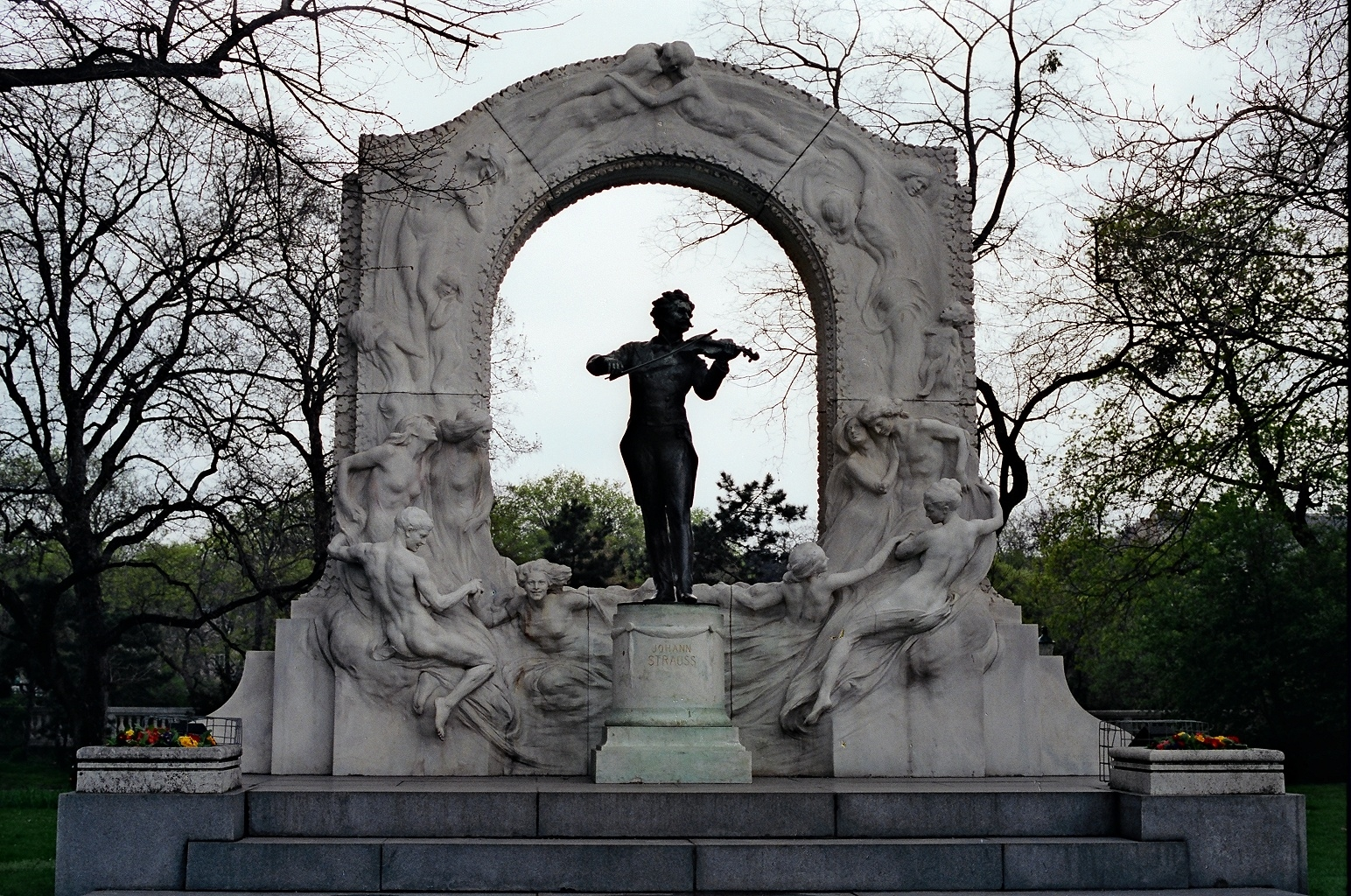
Monumento en 1987
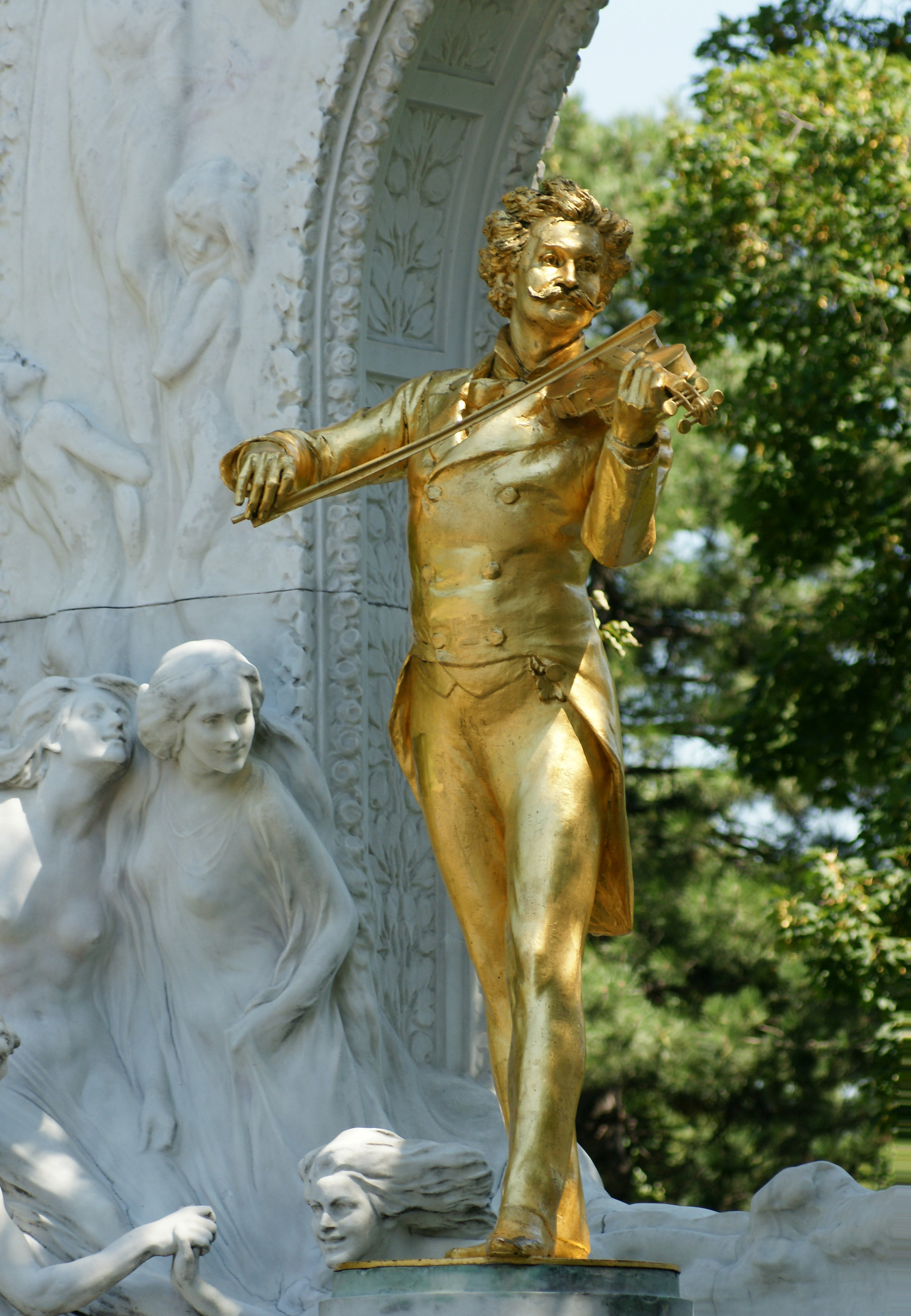
Vista de la estatua dorada de Strauss